# Allan Moffat
Allan Moffat (MBA), né le 10 novembre 1939 à Saskatoon (Saskatchewan, Canada), est un pilote automobile australien -et canadien- sur circuits, à bord de voitures de Tourisme et voitures de sport type Grand Tourisme.

## Biographie

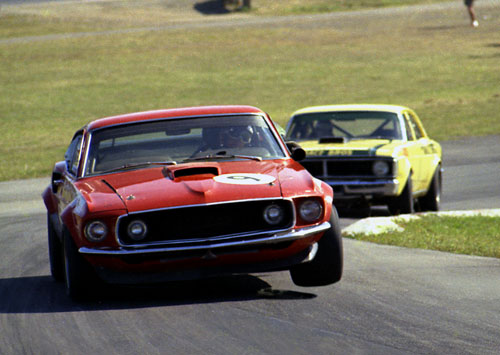
Moffat sur Ford Mustang Boss 302 (Lakeside, 1972, 3e ATCC la même année).

Sa carrière en sport automobile s'étale entre 1964 et 1989.
Il participe aux 24 Heures du Mans en 1980 et 1982, se classant 14e pour sa seconde apparition sur Mazda RX-7.

## Palmarès

### Titres

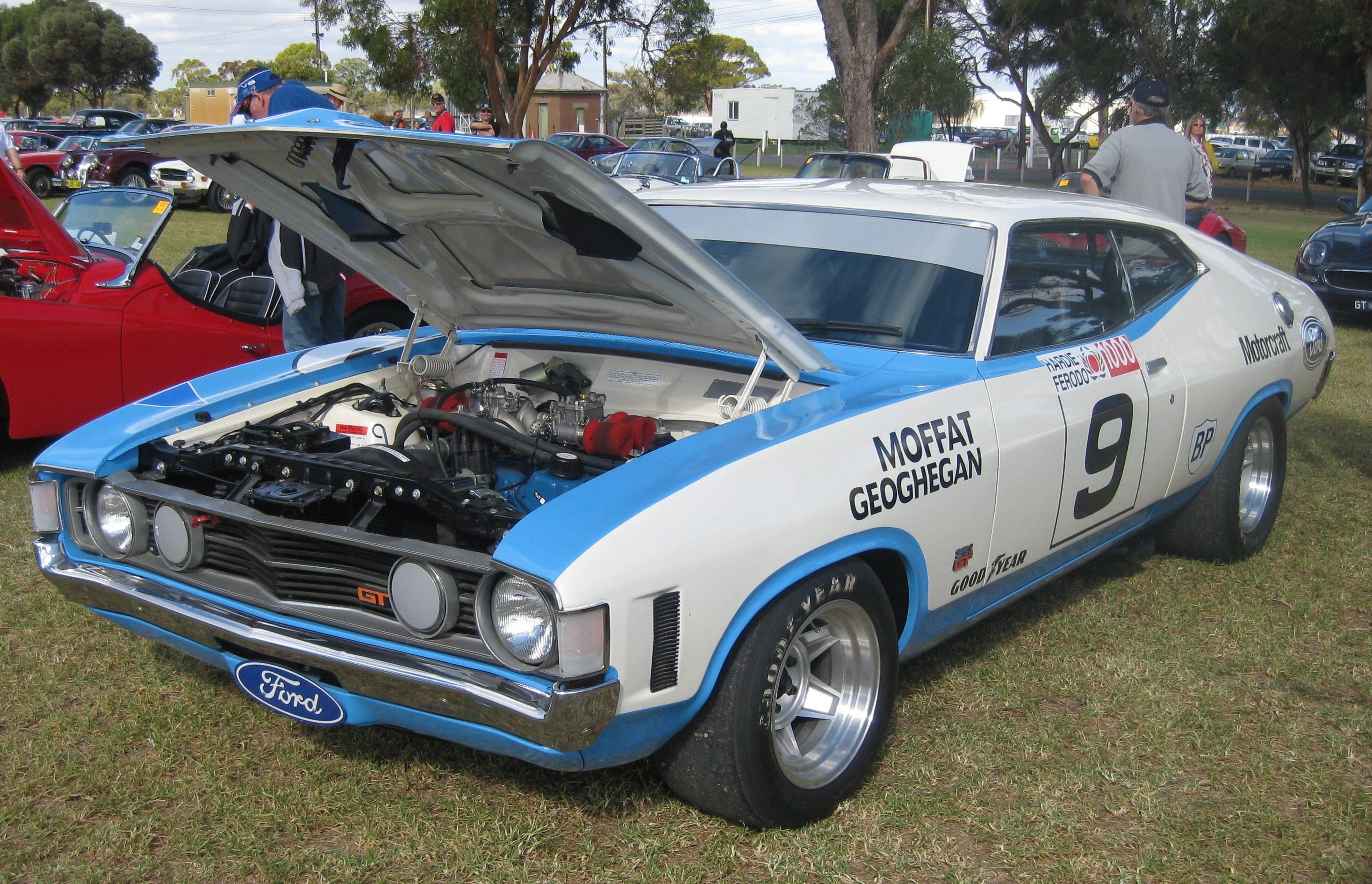
Victoire de Moffat en 1973 au Hardie-Ferodo 1000 de Bathurst sur Ford XA Falcon GT Hardtop, avec Ian Geoghegan.

- Champion d'Australie Tourisme (4) : 1973, 1976 et 1977 (Ford Falcon), puis 1983 (Mazda RX-7) (36 victoires, dont Circuit d'Oran Park à 6 reprises entre 1972 et 1983 -recordman de victoires en championnat de 1982 à 1989-, et 39 pole positions pour une centaine de courses entre 1965 et 1989) ;
- IMSA Camel GT Challenge : 1975 ;
- Champion d'Australie des voitures de production : 1976 ;
- Champion d'Australie des voitures de sport (en) : 1980 ;
- Champion d'Australie d'endurance (en) : 1982 et 1984 (sur Mazda RX-7).

## Principales victoires

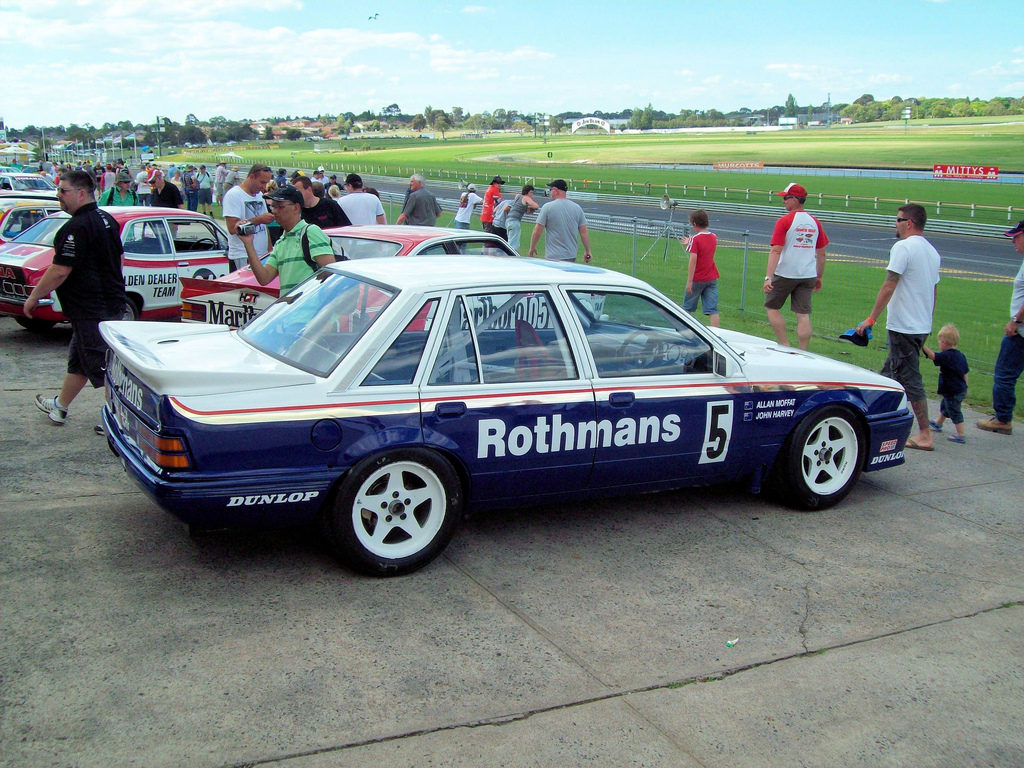
L'Opel Commodore SS Gr.A de Moffat et John Harvey, victorieuse en 1987 lors du premier championnat mondial WTCC à Monza, pour l'épreuve inaugurale.

- Bathurst 500 puis 1000 : 1970, 1971, 1973 et 1977 (Ford Falcon, avec Jacky Ickx pour la dernière victoire) ;
- 12 Heures de Sebring : 1975 (avec Brian Redman, Hans-Joachim Stuck et Sam Posey, sur BMW 3.0 CSL du BMW Motorsport) ;
- 24 Heures de Daytona : 1982 en catégorie GTU (sur Mazda RX-7, avec Lee Mulle and Kathy Rude) ;
- Nissan Mobil 500 Wellington (en) 1986 et 1987 (Opel Commodore) ;
- 500 kilomètres de Monza 1987 (WTCC - première épreuve du premier championnat, avec son compatriote John Harvey sur Holden Commodore VL personnelle) ;
- Enzed 500 (en) 1988 (sur Ford Sierra RS500).

## Distinctions
- Ordre de l'Empire britannique : 1978 ;
- V8 Supercar Hall of Fame : 1999 (première promotion, avec Ian Geoghegan).